# Woodbank House

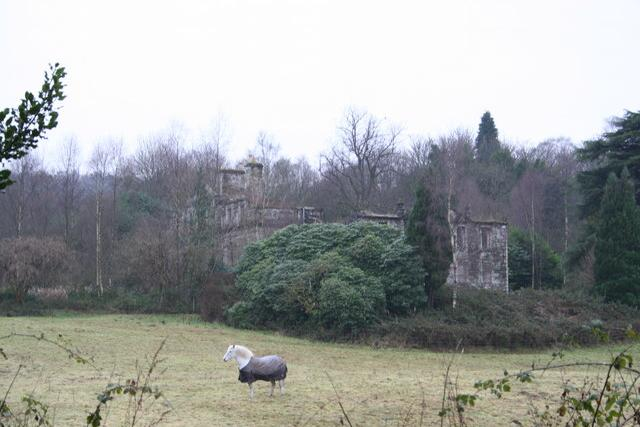
Woodbank House, Januar 2006

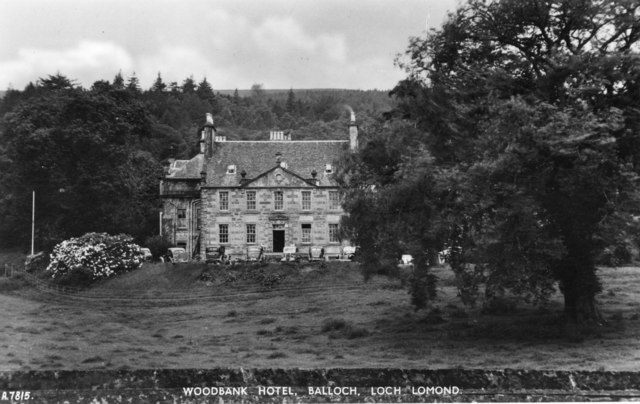
Ansichtskarte des Woodbank Hotels aus den 1940er oder 1950er Jahren

Das Woodbank House, auch Hamilton House, ist ein Herrenhaus nahe der schottischen Stadt Balloch in der Council Area West Dunbartonshire. 1989 wurde das Gebäude in die schottischen Denkmallisten in der höchsten Kategorie A aufgenommen.

## Geschichte
In den 1670er Jahren erwarb James Lindsay die Ländereien, auf denen bereits ein Haus namens Stuckrodger stand. 1774 kaufte der Glasgower Kaufmann Charles Scott of Dalquhurn das Anwesen. Dieser veranlasste wahrscheinlich den Abriss von Stuckrodger und ließ Woodbank House errichten. Im Jahre 1885 erwarb Ewing-Gilmour of Croftenga das Anwesen und modifizierte das Herrenhaus. In den 1930er Jahren wurde das Woodbank House schließlich zu einem Hotel (Woodbank Hotel) umfunktioniert. Nach einer zwischenzeitlichen Schließung gab es in den 1980er Jahren Bemühungen den Hotelbetrieb unter dem Namen Hamilton House Hotel wiederaufzunehmen. Das Unternehmen scheiterte jedoch nach wenigen Jahren. Im Jahre 1990, ein Jahr nach Schließung des Hotels, wurde das Bauwerk in das schottische Register für gefährdete, denkmalgeschützte Bauwerke aufgenommen. Obschon noch ein Hausmeister für das Haus sorgte, verschlechterte sich dessen Zustand. Im Januar 1996 brach ein Brand aus, woraufhin unter anderem das Dach einstürzte und Teile des Mauerwerks verloren gingen. 1999 kam es zu einem zweiten Brand. Das Gebäude wird nun als Ruine beschrieben und in die höchste Gefährdungsstufe einsortiert. Teile des rückseitigen Mauerwerks sind zwischenzeitlich eingestürzt und lediglich ein Teil der Südseite verfügt noch über ein Dach.

## Beschreibung
Das Gebäude liegt am Nordwestrand von Balloch. Es besteht aus einem länglichen, zweistöckigen Hauptgebäude und einem später hinzugefügten, dreistöckigen Südflügel. Das Mauerwerk besteht aus Bruchstein, während alle Öffnungen abgesetzt eingefasst sind. Die Fenster sind auf fünf vertikalen Achsen angeordnet, welche eine mittige Eingangstüre umgeben, die von einem Dreiecksgiebel bekrönt ist. Eine breite Treppe mit schmiedeeisernem Geländer führt zu der zweiflügeligen Türe. An den übrigen Fassaden wurden gestalterische Details der ostexponierten Vorderseite übernommen. Eine Auslucht zieht sich über zwei Stockwerke der Vorderfront des aus dem 19. Jahrhundert stammenden Südflügels. Darüber befindet sich ein Dreiecksgiebel. Auch die vier Dachgauben schließen mit Dreiecksgiebeln ab. Das ehemalige Walmdach war mit grauen Schieferschindeln eingedeckt.